# Ring (Einheit)
Ring sind mehrere historische Maßeinheiten:
Stückmaß
Ring war ein deutsches Stückmaß im Holzhandel und galt in Deutschland, insbesondere  in Hamburg und Danzig, aber auch Städte am Main zählten mit Ringen. Das Maß war in der Flößerei wichtig, um den Stümmel, eine Teilmenge des Floßes, zu errechnen. 
Ein Stümmel wurde durch das Multiplizieren der Breite und Höhe der gejochten (zusammengestellten) Bretter plus der Anzahl Schlussbretter berechnet. 110 Bretter wurden als Einheit verkauft. Der Stümmel waren geschnittene Bretter, die zu Flößen gefügt wurden. Man nannte es Mainborden. Allgemein galt 
- 1 Ring = 2 kleine Hundert = 4 Schock = 240 Stück
- 5 Ringe = 1 Großtausend = 1200 Stück

In Russland, Danzig und Mecklenburg-Schwerin war das Zähl- und Stückmaß mit 240 Stück bekannt.
diverse Gebinde
- 1 Ring = 5 Pfund Draht[2]

Längenmaß
In England war es ein Längenmaß und wurde auch Link genannt.
- 1 Ring = 20,116 Zentimeter[1]